# Xuxa e os Duendes 2: No Caminho das Fadas
Xuxa e os Duendes 2 - No Caminho das Fadas é um filme brasileiro de fantasia e aventura de 2002. Produzido por Diler Trindade e dirigido por Paulo Sérgio de Almeida, Rogério Gomes e Márcio Vito, o roteiro é de Vivian Perl e Wagner de Assis. Trata-se da sequência de Xuxa e os Duendes, de 2001, e conta com Xuxa, Luciano Szafir, Betty Lago, Deborah Secco e Thiago Fragoso nos papéis principais.
O filme estreou nos cinemas em 13 de dezembro de 2002, alcançando cerca de 2,3 milhões de espectadores e arrecadando mais de R$ 11,4 milhões, tornando-se a quinta maior bilheteria do ano de 2003 no Brasil. Apesar do sucesso de público, a crítica especializada não teve uma recepção favorável. A trilha sonora foi lançada em janeiro de 2003.

## Sinopse
Kira, a botânica que é também filha de duendes, precisa combater a poderosa bruxa má Algaz e as bruxas. Para combatê-la, Kira terá a ajuda de Epifânia, a bruxa do bem, do elfo Dafnis e ainda da Rainha Dara, a fada mãe. Kira vai ao castelo das bruxas e Ana solta uma lágrima de amor que acaba com a maldição das bruxas, que seria transformar em pedra todos os coraçoes apaixonados, na próxima lua cheia. Kira consegue entrar no castelo das bruxas junto com os seus amigos, e prende a bruxa Algaz no espelho, e a deixa lá para sempre. No final, Kira e Rafael se casam e tem um filho. Na última cena, aparece uma bruxa (Susana Vieira) dizendo que a história não acaba assim e começa a rir, dando sentido que teria uma continuação.

## Elenco
- Xuxa como Kira, Duende da luz
- Luciano Szafir como Rafael
- Deborah Secco como Bruxa Epifânia
- Thiago Fragoso como Dáfnis
- Betty Lago como Bruxa Algaz
- Cristina Pereira como Bruxa Bertildi
- Vic Militello como Bruxa Desdêmona
- Karen Acioly como Bruxa Adastéia
- Debby Lagranha como Nanda
- Brunno Abrahão como Dani
- Maria Mariana Azevedo como Ana
- Thainá Medeiros como Gaby
- Vera Fischer como Dara, Mãe das fadas
- Ana Maria Braga como Zinga, Rainha dos duendes
- Emiliano Queiroz como Mika, Rei dos duendes
- Zezé Motta como Profetiza Kálix
- Cláudia Rodrigues como Fada Milly
- Tadeu Mello como Alface
- Luiz Carlos Tourinho como Chuchu

Participações especiais
- Susana Vieira como Rainha das bruxas
- Guilherme Karan como Gorgon
- Zilka Salaberry como Cléo
- Gustavo Pereira como Duende do tempo
- David Brazil como Duende Veloz
- Juliana Baroni como Fada Kin (Fada-guardiã)
- Adriana Bombom como Fada azul
- Paquitas 2000:
  - Daiane Amêndola como Fada vermelha
  - Gabriella Ferreira como Fada lilás
  - Joana Mineiro como Fada violeta
  - Lana Rhodes como Fada turquesa
  - Monique Alfradique como Fada rosa
  - Thalita Ribeiro como Fada pérola

## Produção
Ainda em 2001, antes da estreia do primeiro filme, Xuxa anunciou a continuação, afirmando que já tinham um nome: Xuxa e os Duendes 2 - No Caminho das Fadas. O orçamento desse segundo filme foi de R$ 11,4 milhões, um valor que triplicou o custo do primeiro, que foi de R$ 3,8 milhões. Após perder o título de maior bilheteira brasileira para Cidade de Deus, Xuxa desejava que a nova produção tivesse mais foco na trama do que nas ações promocionais e no elenco.
Produzido pela Globo Filmes e distribuído pela Warner Bros. Pictures, o projeto recebeu um investimento significativo para garantir uma boa exposição. O filme foi captado com câmeras de alta definição e teve sua pós-produção realizada nos estúdios da TeleImage. Marcelo Siqueira, diretor de efeitos da produtora, comentou sobre as limitações de tempo e orçamento, que impactaram a qualidade final do filme. Ele destacou que, enquanto Deus É Brasileiro teve cerca de sete meses para a pós-produção, Xuxa e os Duendes 2 contou com apenas 40 dias de estúdio para os efeitos. Siqueira e Philippe Siaretta, da TeleImage, mencionaram que a falta de recursos era um desafio, comparando o castelo do filme a algo que custaria "R$ 1,99". Para que o filme pudesse atender às expectativas, seria necessário duplicar ou até triplicar o orçamento e ter mais tempo de pós-produção, segundo os produtores.
Marcelo Rezende, da Folha, destacou que o conceito de Xuxa e os Duendes 2 é criar um filme agradável, com uma abordagem simples e quase militante. A intenção é apresentar uma fábula moral sobre diversidade, mostrando que diferenças não fazem diferença. A mensagem é repetida de diversas formas ao longo do filme, visando que as crianças compreendam essa lição, com Xuxa se posicionando como a "professora perfeita". No elenco, Xuxa optou por atores da dramaturgia brasileira, como Vera Fischer, Zezé Motta e Deborah Secco, vetando a presença de cantores pop e celebridades, algo que foi comum em produções anteriores. Apenas alguns atores do primeiro filme retornaram. No enredo, Xuxa não tem um par romântico, mas forma um casal com Luciano Szafir, com quem teve uma relação estável e uma filha, Sasha Meneghel. Ambos os filmes também enfrentaram acusações de plágio. A escritora Ana Maria Salgado alegou que os roteiros foram inspirados em seu livro "Maria da Graça em: O Portal" e pediu indenização. Contudo, o Tribunal de Justiça do Rio de Janeiro considerou improcedente o pedido, citando que as semelhanças eram comuns em histórias desse tipo, com elementos como fadas, bruxas e duendes, que não estavam presentes na obra da autora.

### Trilha sonora
A trilha sonora de Xuxa e os Duendes 2 foi lançada pela Som Livre em 2003, após o lançamento do filme em DVD. O álbum apresenta músicas interpretadas pela própria Xuxa, além de faixas de outros artistas como Deborah Blando, Thiago Fragoso e Paulinho Moska. A edição da trilha sonora possui uma capa simples, predominantemente azul, com os créditos e pequenas fotos do elenco, semelhante à apresentação do DVD.

## Lançamento
Xuxa e os Duendes 2 foi lançado em 13 de dezembro de 2002, em mais de 300 salas de cinema no Brasil. A pré-estreia ocorreu em 7 de dezembro de 2002, no Shopping Villa Lobos, em São Paulo, atraindo uma multidão de crianças e adultos que esperavam por autógrafos da apresentadora. Xuxa expressou interesse em lançar uma versão dublada em espanhol para o público da América Latina, ressaltando sua vontade de que as pessoas soubessem que era realmente ela na tela. A apresentadora também mencionou acreditar na existência de duendes, afirmando que "é ridículo não acreditar em um mundo melhor do que o atual". Além disso, ela comentou sobre a possibilidade de filmar duas versões do filme e até dividir a história em quatro partes, mas essas novas produções nunca se concretizaram.

## Bilheteria
Sequenciar um filme de sucesso sempre foi uma decisão ousada, especialmente quando o modelo já estava estabelecido. Após Xuxa Requebra (1999), que atraiu mais de 2 milhões de espectadores em 2000, Xuxa Popstar (2000) se destacou como o filme mais visto no Brasil em 2001, com mais de 2,3 milhões de espectadores, tornando-se o primeiro filme nacional a liderar as bilheteiras do país em uma década.
Em 2001, Xuxa e os Duendes superou a marca de 2,5 milhões de espectadores, tornando-se a produção mais assistida do Brasil até ser ultrapassada por Cidade de Deus em novembro de 2002, que alcançou 3 milhões de espectadores. Com o lançamento de Xuxa e os Duendes 2, havia a expectativa de que a apresentadora recuperasse a liderança nos cinemas.
O filme, porém, registrou mais de 2,3 milhões de bilhetes vendidos, de acordo com a Ancine, ocupando o quinto lugar entre as maiores bilheteiras de 2003. Essa foi a primeira vez em três anos que Xuxa não atingiu a liderança, ficando como o décimo terceiro filme mais visto do ano no Brasil, com uma arrecadação superior a R$ 11,4 milhões.

## Recepção crítica
Assim como seu predecessor, Xuxa e os Duendes 2 - No Caminho das Fadas recebeu críticas negativas. O site do Estadão elogiou a parte técnica do filme, destacando "um cuidado muito apreciável com a imagem", mas criticou o enredo por ser excessivamente didático e tratar temas como diversidade e amor de forma superficial, subestimando a inteligência do público. Marcelo Hessel, do Omelete, chamou o filme de "o pior do ano", apontando que, apesar de um roteiro previsível, a proposta de ensinar lições de amizade não compensava a falta de qualidade técnica. Ele afirmou que os efeitos especiais eram ruins, comparando-os a um comercial, e criticou a representação do romance entre a bruxa Epifânia e o duende Daphnis, considerando-a preconceituosa. E logo, conclui, dizendo que Xuxa e os Duendes 2 são apenas um divertido escracho e que encarado com o humor negro, rende ótimas risadas. "Se continuar assim, a Rainha dos Baixinhos promete invadir outro reinado: ela competirá com Ed Wood, o Rei do Trash".
Na Folha, Carla Nascimento descreveu Xuxa como "a rainha do absurdo", ressaltando a coragem de produzir um filme tão questionável. Para Rubens Ewald Filho, do UOL, o filme era "muito ruim", com imagem granulada, merchandising excessivo e uma direção de arte de baixa qualidade, citando detalhes como a lona mal ajustada em cenários.
Celso Sabadin, do site Cineclick, também criticou severamente o filme, afirmando que "não é possível, em sã consciência, chamar os produtos protagonizados pela Xuxa de 'filme'." Ele descreveu as produções de Xuxa como uma coleção de quadros soltos, focados em merchandising, promoção de celebridades e lucro. Para ele, um filme da Xuxa não é um filme ruim, mas sim um extenso comercial exibido em grandes telas. Ele ironizou a forma como a apresentadora trata sua própria filha, Sasha, como um "produto", insinuando que essa abordagem se reflete em suas produções.
A crítica do site Cineweb considero-o uma "lamentável sequência" e elogiou Cidade de Deus por ter superado o filme nas bilheteiras. O texto enfatizou que o problema não é a popularidade de Xuxa, mas sim a qualidade dos filmes que ela produz, que se resumem a comerciais disfarçados. A crítica lamentou a forma como o filme poderia "enfeiar" figuras como Vera Fischer, através de uma maquiagem inusitada, comparando a experiência de assistir ao filme a um ato de autoflagelação. E finaliza desejando "que o cinema brasileiro produza mais e melhores filmes, especialmente na área infanto-juvenil, e que auto-estima e o nível de exigência do público subam na mesma medida".
Edinho Pasquale, do site DVD Magazine, descreveu o filme como "áspero", com cortes mal feitos e cenários ridículos, além de ressaltar que a participação de vários atores da TV Globo parecia desnecessária. Ele também criticou a maquiagem e o merchandising, afirmando que esses elementos foram mal incorporados ao contexto da narrativa.
Juliana Lima, escrevendo para o Cinéfilos, notou que, assim como no primeiro filme, a sequência possui uma trama previsível e finais otimistas. No entanto, ela apontou que o maior problema reside nas dramatizações forçadas e nas reações excessivamente alegres dos personagens, o que se torna irritante. Ela concluiu que, apesar dos defeitos, o filme se torna um "clássico filme trash" que proporciona boas risadas, principalmente por conta da atuação de figuras como Tadeu Mello e Cláudia Rodrigues, além das características peculiares dos personagens e dos efeitos especiais.

## Home media
O DVD de Xuxa e os Duendes 2 foi lançado em junho de 2003, produzido pela TeleImage. Ele oferece opções para assistir ao filme com ou sem tags, através do modo Pan-Scan, além de um recurso chamado WebDVD, que inclui conteúdo exclusivo, como jogos e papéis de parede. Também é possível escolher diferentes ângulos de visão, um recurso que já havia sido utilizado no primeiro filme. Além disso, o DVD apresenta bônus, como making of, videoclipes e entrevistas com a produção e o elenco. Os jogos disponíveis podem ser jogados tanto no DVD quanto no computador.
Edinho Pasquale, do site DVD Magazine, elogiou a produção do DVD, mas criticou o filme em si. Ele classificou a imagem como razoável e o som como bom, destacando a possibilidade de escolher o formato da tela. No entanto, ele ressaltou que a qualidade não se compara à do DVD do primeiro filme. Pasquale atribuiu ao DVD uma nota acima da mínima (2 estrelas) pelo "esforço e boas ideias", como os extras acessíveis durante o filme. Ele recomendou o DVD para pais de crianças pequenas ou fãs de Xuxa, mas sugeriu que quem busca um filme despretensioso considere outras opções, como ler um bom livro em dias chuvosos.